# Das Land des Regenbaums
Das Land des Regenbaums (Originaltitel: Raintree County) ist ein US-amerikanisches Bürgerkriegsdrama von Edward Dmytryk aus dem Jahr 1957 mit  Montgomery Clift, Elizabeth Taylor und Eva Marie Saint in den Hauptrollen. Als Vorlage diente der neun Jahre zuvor erschienene Roman von Ross Lockridge. Der Film erzählt die Geschichte des Lehrers John Shawnessy, der zwischen zwei Frauen steht: seiner Jugendliebe Nell und der Südstaaten-Schönheit Susanna.

## Handlung
Am Tag des Schulabschlusses hören Nell und John von ihrem Professor die Geschichte des Regenbaums, der den Finder den Sinn des Lebens verstehen lässt. John macht sich auf die Suche und ertrinkt beinahe. Bei Wettspielen mit seinem Freund Flash betrinkt sich John und startet ein Wettrennen. Er gewinnt und erhält den Lorbeerkranz des Siegers von Susanna überreicht, die zu Besuch im Norden ist. Er verbringt einen Nachmittag mit ihr. Die beiden verlieben sich. Die Beziehung zu Nell gerät dadurch in eine Krise.
John und Susanna heiraten schließlich, weil sie ihm eine Schwangerschaft vortäuscht. John drängt sie, ihre beide Sklavinnen entweder zu entlassen oder ihnen einen Lohn zu zahlen; letzteres tut sie nach Lincolns Wahlsieg. Er überredet sie auch, ihre Puppen wegzuwerfen. Danach zeigt Susanna Anzeichen geistiger Umnachtung. Ein Sohn wird geboren, doch die Ehe gerät in eine Krise. Der Krieg bricht aus, an dem John als Unionssoldat teilnimmt. Im Süden findet er kurz vor Ende des Krieges seinen Sohn Jimmy versteckt in einem Plantagenhaus, danach seine Frau in einer Nervenheilanstalt, aus der er sie herausholt, weil er die Ehe fortsetzen möchte. Es stellt sich heraus, dass eine Sklavin Susanna großgezogen hatte, weil ihre Mutter nach der Geburt zu geschwächt war und ebenso psychische Probleme hatte. Susanna hatte den gesellschaftlich unpassenden Wunsch, dass die Sklavin die Rolle ihrer Mutter einnähme, woraus ein innerer Konflikt entstand.
Nell besucht in Freundschaft das Paar; Susanna erfährt von ihr, dass sie John weiterhin liebt. Susanna läuft nachts aus dem Haus, um den beiden ein Zusammenleben zu ermöglichen; Jimmy folgt ihr. Am nächsten Tag wird Susannas Leiche im Sumpf gefunden, danach finden John und Nell Jimmy lebend, ohne den Regenbaum in der Nähe zu erblicken.

## Hintergrund
MGM wünschte sich mit diesem weiteren den Sezessionskrieg thematisierenden Epos einen Erfolg wie bei Vom Winde verweht. Die Einspielergebnisse blieben aber weit zurück. Die Gage von Elizabeth Taylor betrug 125.000 Dollar; Clift, der zu diesem Zeitpunkt noch ein größerer Star war als Taylor, erhielt 300.000 Dollar.
Während des Drehs erlitt Clift einen schweren Autounfall, der die Struktur seines Gesichtes nachhaltig veränderte. Vor allem in der Anfangsszene wird das deutlich. Während der Abschlussfeier sieht man einmal einen jungen und vitalen Clift, dann nach einem Schnitt, Montgomery Clift mit veränderter Physiognomie und einer tieferen Stimme.
Die Titelmelodie stammt von Nat King Cole.
Die Verleihmieten, die der Film errang, betrugen knapp 6 Mio. Dollar. Insgesamt spielte er 13 Mio. Dollar ein. Die Herstellungskosten hatten 5 Mio. Dollar betragen. Der Film zählt damit zu den teuersten, die in den USA bis dahin je produziert worden sind. Es war der erste Film, den MGM im hauseigenen Breitwandverfahren MGM Camera 65 hergestellt hat, welches später auch für den Film Ben Hur benutzt wurde.

## Deutsche Fassung
Die deutsche Synchronbearbeitung entstand 1958 im MGM-Synchronisations-Atelier, Berlin.
| Rolle                   | Darsteller       | Synchronsprecher      |
| ----------------------- | ---------------- | --------------------- |
| John Wickliff Shawnessy | Montgomery Clift | Hans Dieter Zeidler   |
| Susanna Drake           | Elizabeth Taylor | Marion Degler         |
| Nelly Gaither           | Eva Marie Saint  | Gisela Peltzer        |
| Garwood Jones           | Rod Taylor       | Peter Mosbacher       |
| Orville ‚Flash‘ Perkins | Lee Marvin       | Wolfgang Lukschy      |
| Prof. Webster Stiles    | Nigel Patrick    | Curt Ackermann        |
| T. D. Shawnessy         | Walter Abel      | Paul Wagner           |
| Ezra Gray               | Rhys Williams    | Eduard Wandrey        |
| Barbara                 | Jarma Lewis      | Eva Katharina Schultz |
| Fotograf                | Jack Daly        | Walter Bluhm          |
| Starter beim Rennen     | Phil Chambers    | Robert Klupp          |
| Barkeeper Jake          | Oliver Blake     | Konrad Wagner         |
| Cousin Sam              | John Eldredge    | Hans A. Martens       |
| Bobby Drake             | Tom Drake        | Kurt Waitzmann        |
| Nordstaaten-Leutnant    | Stacy Harris     | Werner Peters         |

## Kritik
„Familienepos aus der Zeit des amerikanischen Bürgerkriegs. Der ehrgeizige Film ist in seiner Stoff- und Bilderfülle ungegliedert, zuweilen schwerfällig und trotz ironischer Details zu sentimental geraten. Das Ziel der MGM, den Erfolg des Films Vom Winde verweht zu übertrumpfen, wurde nicht erreicht.“

## Oscar-Nominierungen
- Der Film erhielt 1958 vier Oscarnominierungen in den Kategorien Beste Hauptdarstellerin, Beste Filmmusik, Bestes Szenenbild und Bestes Kostümdesign, konnte jedoch keinen der Preise gewinnen.